# ZSU-37
ZSU-37 (oficialmente designado "Зенитная Самоходная Установка 37", abreviado como ЗСУ-37, traduzido literalmente como "antiaérea de assalto automotora" em português) foi um carro de combate antiaéreo leve soviético, desenvolvida ao fim de 1943 e fabricada pela Mytishchinskiy. Foi o primeiro carro de combate antiaéreo produzido em série para o Exército Vermelho durante a Segunda Guerra Mundial.

## História

### Desenvolvimento
Os engenheiros soviéticos já haviam realizado alguns experimentos iniciais em montar armas antiaéreas em veículos antes da eclosão da Segunda Guerra Mundial, e continuaram esse esforço mesmo durante o conflito. Uma dessa experiências foi o protótipo T-90, criado a partir de uma modificação do blindado T-70 que fora equipado com duas metralhadoras pesadas DShKT de 12,7 mm, sendo construído em novembro de 1942 pelas fábricas da GAZ.
O blindado T-70 acabaria por servir de base para o desenvolvimento do caça-tanque SU-76. A partir disso, engenheiros montaram o canhão antiaéreo M1939 de 37 mm, de cano único, sobre o chassi do SU-76, recebendo então a designação de "ZSU-37". A decisão de usar o chassi modificado do SU-76 foi tomada para evitar maiores gastos e não ocupar novas linhas de montagem.
O veículo foi equipado com uma mira automática do tipo adaptado para longas distâncias com dois colimadores, um localizador estéreo com uma base de 1 metro, um rádio 12RT-3, e um sistema de intercomunicação TPU-3F.
O fato de ter sido baseado no SU-76, fazia com que o veículo compartilhasse os inconvenientes deste último, sendo o mais notório era que a torre era totalmente aberta, não oferecendo proteção contra chuva, neve, artilharia, granadas de mão, tiro inimigo, etc; em compensação, esse mesmo fato conferia ao veículo certas vantagens, tais como um melhor ângulo de elevação e uma excelente visibilidade para os artilheiros. A munição consistia de até 320 projéteis, sendo estes perfurantes, de fragmentação e incendiários.
Devido ao chassi de um blindado leve, o veículo ainda possuía uma manobrabilidade bastante prejudicada em terrenos difíceis, desenvolvia uma baixa velocidade e tinha um alcance fora de estrada muito abaixo do que os veículos que o mesmo deveria proteger.

### Produção e serviço em combate
O ZSU-37 foi produzido a partir de março de 1945, com a produção mantendo-se até 1948, com um total de cerca de 75 unidades sendo fabricadas, dais quais somente alguma foram produzidas durante a guerra. A partir de 1948, começou a ser substituído pelo ZSU-57-2, sendo que este último é utilizado até hoje em conflitos atuais.
Como resultado da sua produção tardia e e dos poucos aviões da Luftwaffe que ainda restavam na primavera de 1945, o ZSU-37 não viu nenhum serviço em combate na Segunda Guerra Mundial. Um batalhão de artilharia antiaérea de caráter experimental chegou a ser equipado com 12 unidades do ZSU-37 no final de 1945.